# Veniano
Veniano ist eine norditalienische Gemeinde (comune) in der Provinz Como in der Lombardei. 

## Lage und Einwohner
Die Gemeinde Veniano liegt etwa 13 Kilometer südwestlich von der Provinzhauptstadt Como am Antiga und umfasst die Fraktionen Cascina Somigliana, Veniano Superiore und Veniano Inferiore. Die Gesamtgemeinde hat 3140 Einwohner (Stand 31. Dezember 2023).
Die Nachbargemeinden sind Appiano Gentile, Fenegrò, Guanzate und Lurago Marinone.

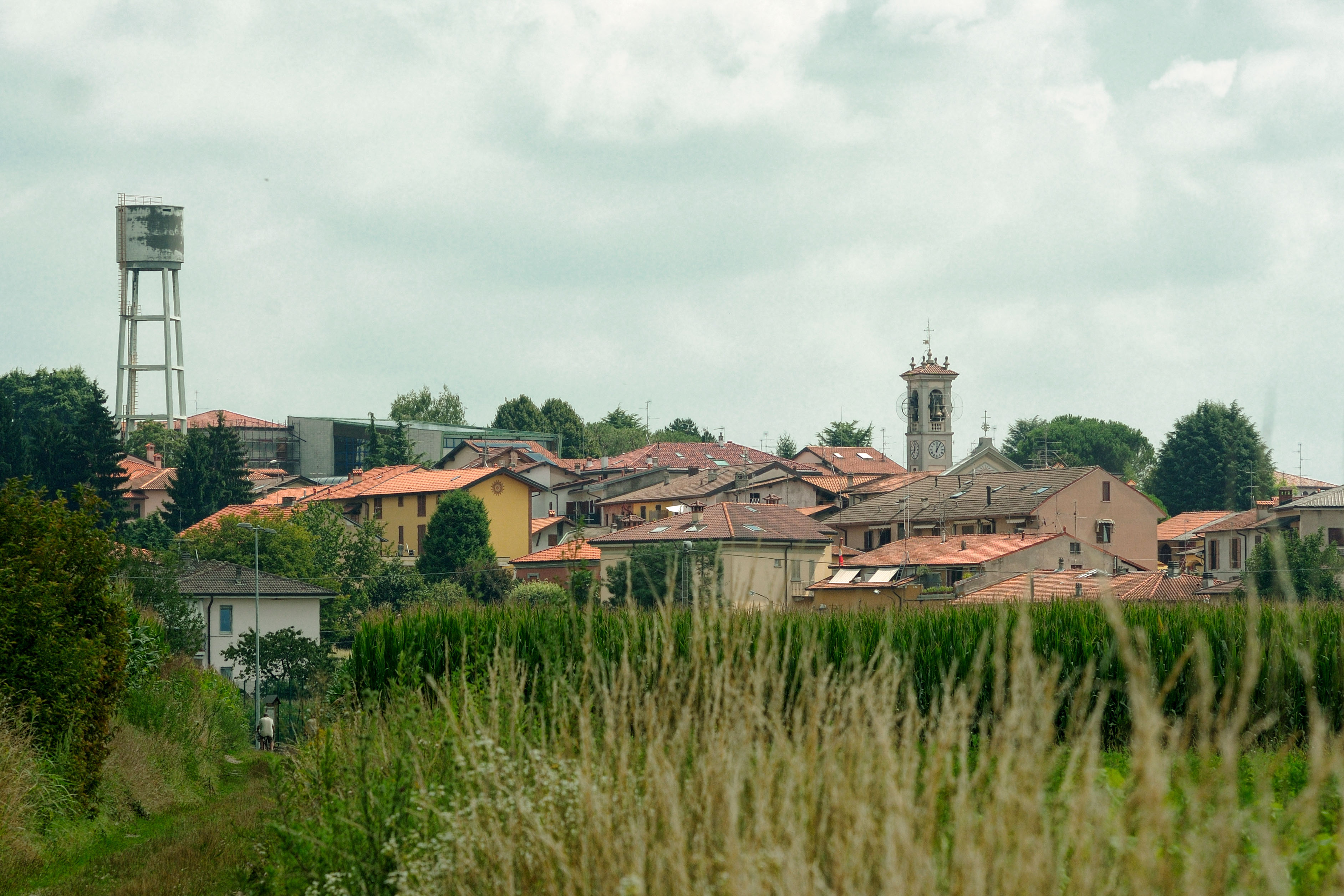
Ortsteil Veniano Inferiore

## Sehenswürdigkeiten
- Pfarrkirche Sant’Antonio abate (18. Jahrhundert)[2] mit Gemälden des Malers Isidoro Bianchi
- Kirche San Lorenzo (16. Jahrhundert)[3]
- Kirche Santa Maria del Carmine (1289)[4] mit Fresken (1312)
- Villa Carcano (1890)[5]
- Villa Canali (1800 circa)

## Veranstaltungen
- Feiertag Sant’'Antonio abate (17. Januar)
- Feiertage San Lorenzo (8.–10. August)
- Giugno Venianeseund Sagra Venianese (Juli) organisiert von Corpo Musicale Venianese und von Associazione Pro Loco Veniano.

## Persönlichkeiten
- Paolo Carcano (* 24. Januar 1843 in Como; † 6. April 1918 ebenda), Politiker, Garibaldiner (1860 und 1866), Minister des Königreich Italien (1861–1946) und Gemeindepräsident von Veniano.
- Daria Canali (1800–1865), Wohltäterin.

## Sport
- Die Fußballmannschaft A.S.D. C.D.G. Veniano 1984 wurde 1984 gegründet.